# امانوئل فرانسوا (بازیکن فوتبال)
امانوئل فرانسوا (انگلیسی: Emmanuel Françoise؛ زادهٔ ۳۰ ژوئن ۱۹۸۷) بازیکن فوتبال اهل فرانسه است.
از باشگاه‌هایی که در آن بازی کرده‌است می‌توان به باشگاه فوتبال کرمونزه، باشگاه فوتبال متس، باشگاه فوتبال کایزرسلاوترن، و باشگاه فوتبال اف۹۱ دودلانژ اشاره کرد.